# Cerkev sv. Ožbolta, Tanča Gora
Cerkev sv. Ožbolta oz. cerkev Marije Snežne je rimskokatoliška cerkev, ki stoji v Tanči Gori nad Dragovanjo vasjo. Pod vplivno območje cerkve spada tudi bližnja vas Kvasica.
Cerkev je bila prvič omenjena leta 1526. Medtem ko je bila prvotno posvečena svetem Ožboltu, so jo kasneje preimenovali v cerkev Marije Snežne. Verjetno je na zamenjavo zavetnika vplivalo to, da se v bogoslužnem koledarju sveti Ožbolt praznuje 5. avgusta, prav tako kot Marija Snežna. Kljub preimenovanju je cerkev še vedno na večini kart in v katastru označena kot cerkev svetega Ožbolta. Krajevni leksikon Slovenije iz leta 1995 pomotoma omenja, da sta v Dragovanji vasi dve cerkvi: svetega Ožbolta in Marijina. 
Cerkev je bila leta 2007 popolnoma obnovljena. Žegnanje v cerkvi je vedno na peto velikonočno nedeljo.
V cerkvi je ohranjena slika na lesu, ki ima tri letnice: 1741, letnico nastanka, 1826, ko je bila slika obnovljena in 1902, ko jo je obnovil akademski slikar Mihael Kambič iz Dragovanje vasi. Slika je prvotno služila za oltarno sliko. Oltar je imel samo menzo, nastavek pa je bil naslikan na steni. Sedanji oltar je iz leta 1887.